# 48737 Cusinato
48737 Cusinato este un asteroid din centura principală de asteroizi.

## Descriere
48737 Cusinato este un asteroid din centura principală de asteroizi. A fost descoperit pe 8 martie 1997 la Pianoro de Vittorio Goretti. El prezintă o orbită caracterizată de o semiaxă mare de 2,34 ua, o excentricitate de 0,19 și o înclinație de 1,3° în raport cu ecliptica.